# 16 Brygada Zmechanizowana (Bundeswehra)
16 Brygada Zmechanizowana (16 Brygada Grenadierów Pancernych) (niem. Panzergrenadierbrigade 16) – zmechanizowany związek taktyczny Bundeswehry.

## Struktura organizacyjna
| Organizacja PzGrenBrig 16 w 1989 | Organizacja PzGrenBrig 16 w 1989    | Organizacja PzGrenBrig 16 w 1989 |
| Godło                            | Pododdział                          | Miejsce stacjonowania            |
| -------------------------------- | ----------------------------------- | -------------------------------- |
|                                  | dowództwo brygady                   | Wentorf bei Hamburg              |
|                                  | 161 batalion grenadierów pancernych | Wentorf bei Hamburg              |
|                                  | 162 batalion grenadierów pancernych | Wentorf bei Hamburg              |
|                                  | 163 batalion grenadierów pancernych | Wentorf bei Hamburg              |
|                                  | 164 batalion pancerny               | Elmenhorst-Lanken                |
|                                  | 165 batalion artylerii              | Wentorf bei Hamburg              |